# Ohannes Kurkdjian
Ohannes Kurkdjian (křestní jméno někdy psáno Onnes, arménsky Hovhannes, 1851, Gürün – 10. června 1903, Surabaja) byl arménský fotograf se sídlem v Jerevanu, Tbilisi, Singapuru a poté v Surabaji během éry Nizozemské východní Indie.
Jeho jmenovitou firmou (nacházející se na Bultzingslowenplein) bylo studio Kurkdjian Atelier a později O. Kurkdjian & Co.

## Životopis
Kurkdjian se narodil ve městě Kyurin (dnešní Gürun) v Osmanské říši.
Produkoval stereoskopické obrazy starověkého arménského města Ani. Dva měsíce pracoval pro jiného fotografa v Singapuru a přestěhoval se do Surabaye, kde si nakonec založil vlastní studio.
Jeho jmenovitým podnikem (nacházejícím se na Bultzingslowenplein) byl Kurkdjian Atelier a později O. Kurkdjian & Co. Zaměstnával nejméně 30 lidí,  jedním z nich byla Thilly Weissenbornová, první významná nizozemská fotografka narozená v Indonésii. Studio produkovalo portréty včetně Pakoe Boewono X Susuhunan van Solo, stejně jako krajiny, městská architektura nebo komerční fotografie.
V roce 1897 se ke Kurkdjianovi připojil Angličan G. P. Lewis. Lewis převzal obchod po Kurkdjianově smrti v roce 1903 (v Surabaya, Indonésie). Studio koupila farmaceutická společnost Mieling & Co. v roce 1915.
Slavná fotografie Kurkdjiana ukazuje, jak stojí za fotoaparátem na stativu a fotografuje sopku.

## Galerie

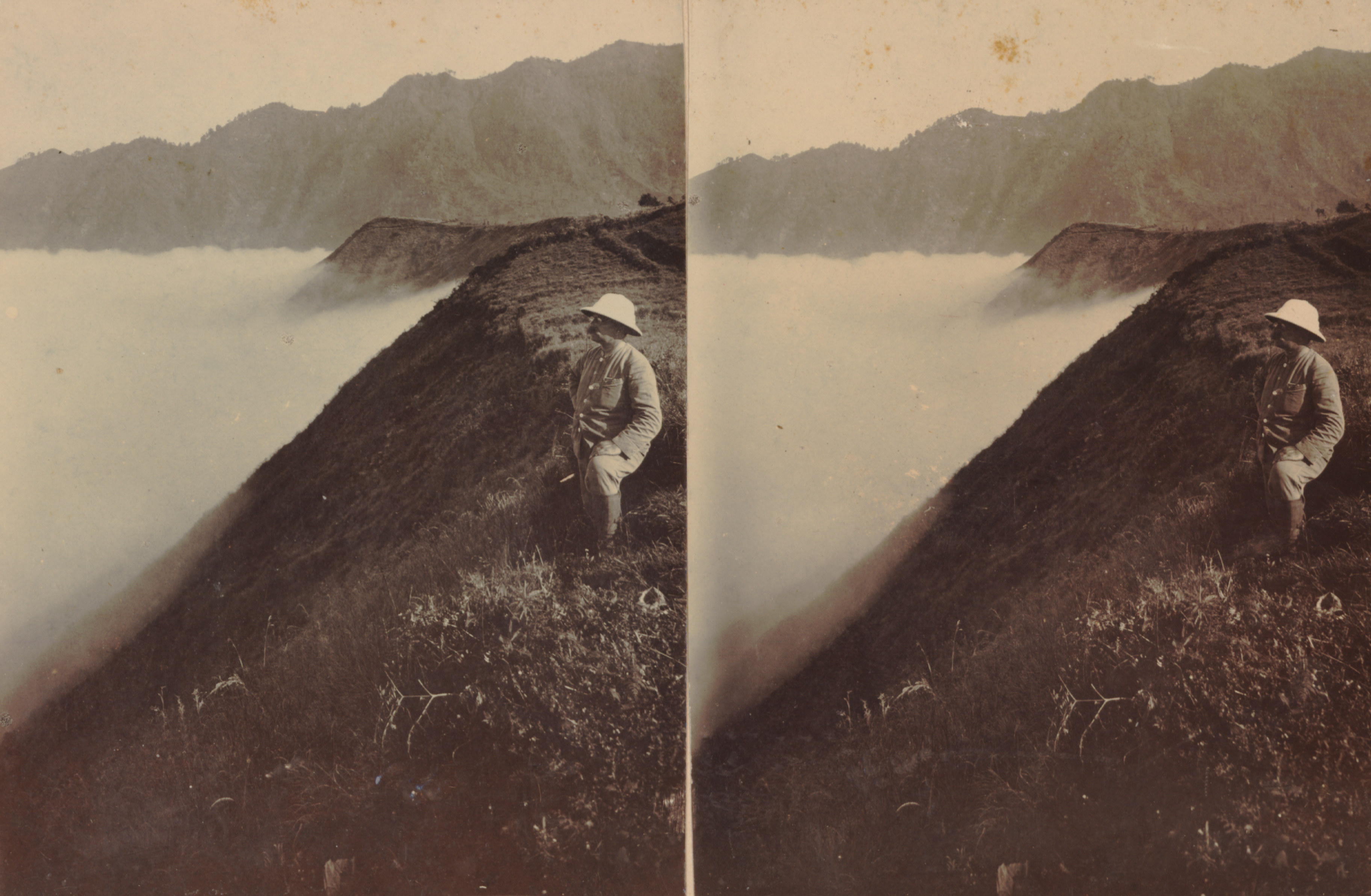
Ohannes Kurkdjian na okraji Pískového moře (Lautan Pasir) v pohoří Tengger, asi 1910, stereofotografie
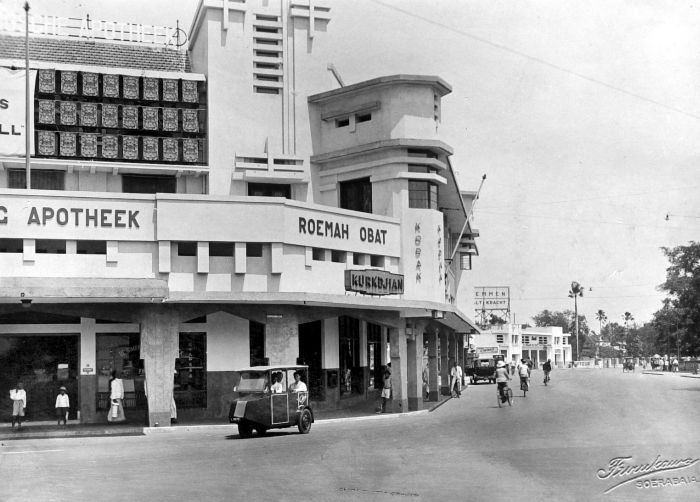
Kurkdjianovo studio v Surabaya v budově s dalšími podniky
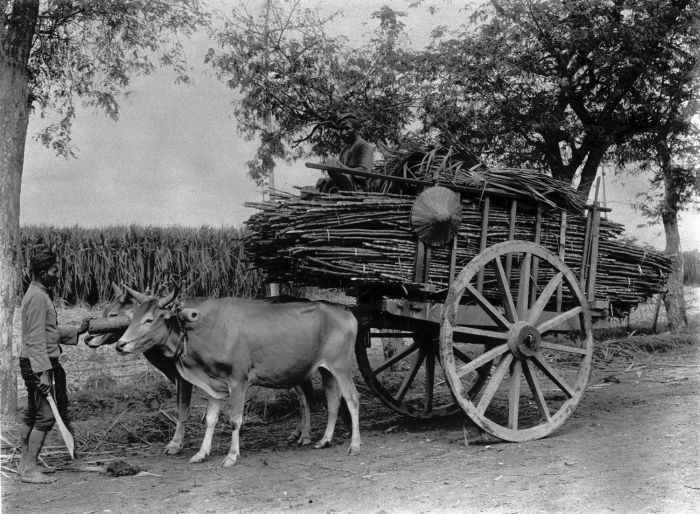
Cukrová třtina se přepravuje volským povozem
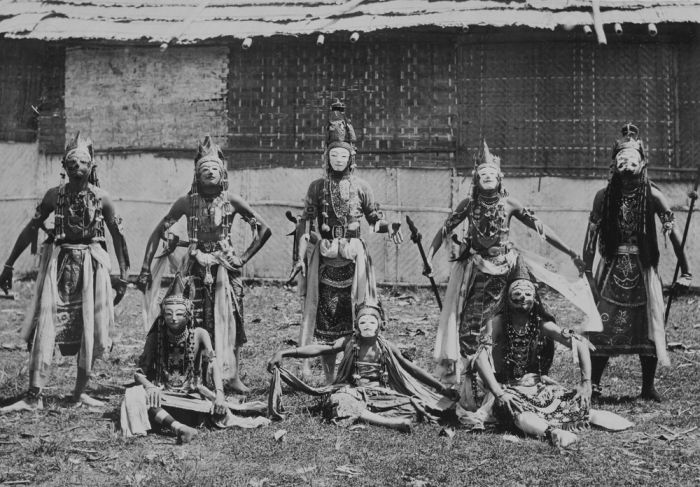
Umělci Wayang wong
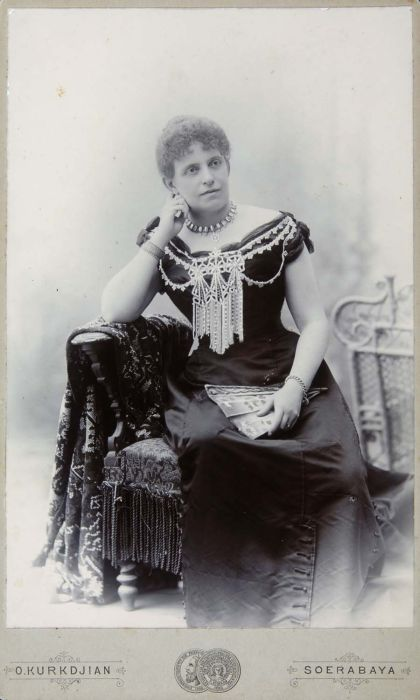
Studiový portrét ženy
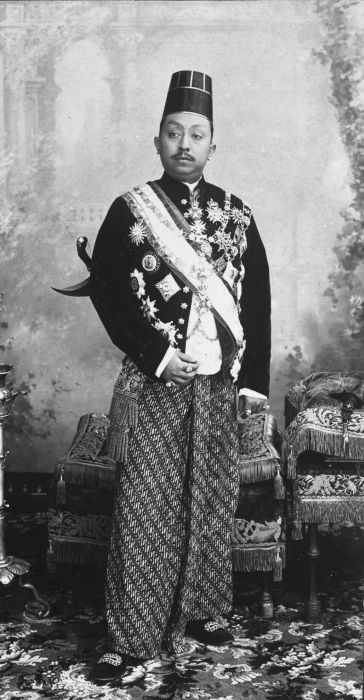
Pakoe Boewono X Susuhunan van Solo
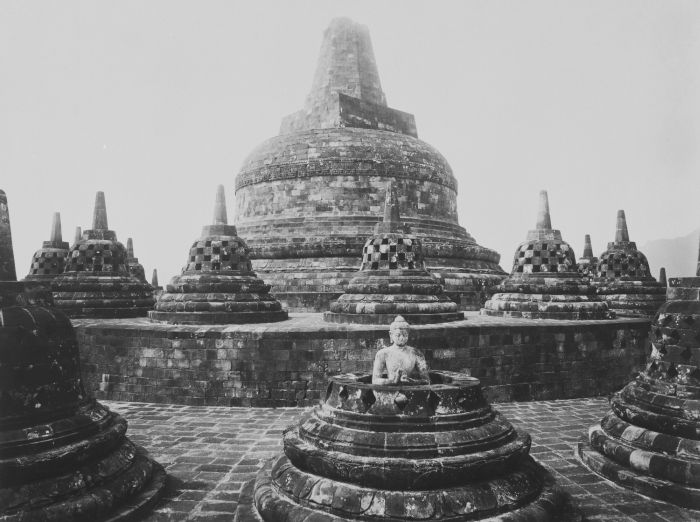
Borobudur
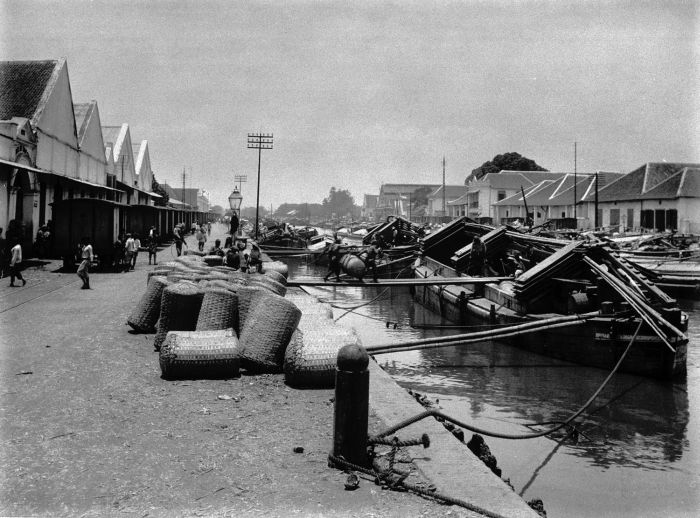
Balíky jsou odesílány z továrny na cukrovou třtinu
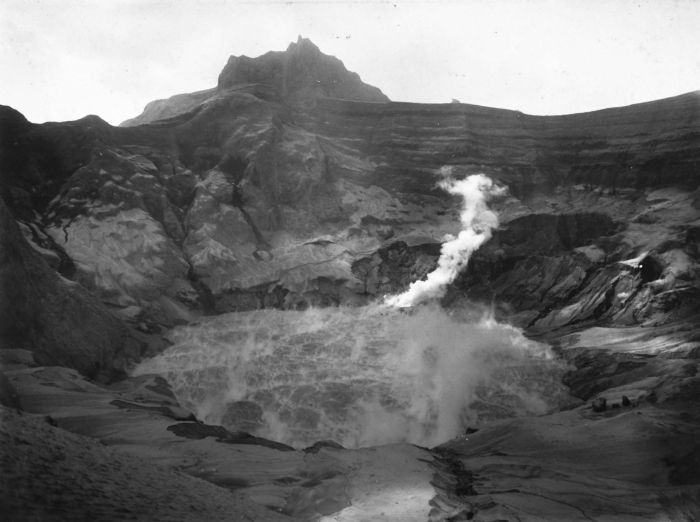
Kráter sopky Kelut kolem roku 1901
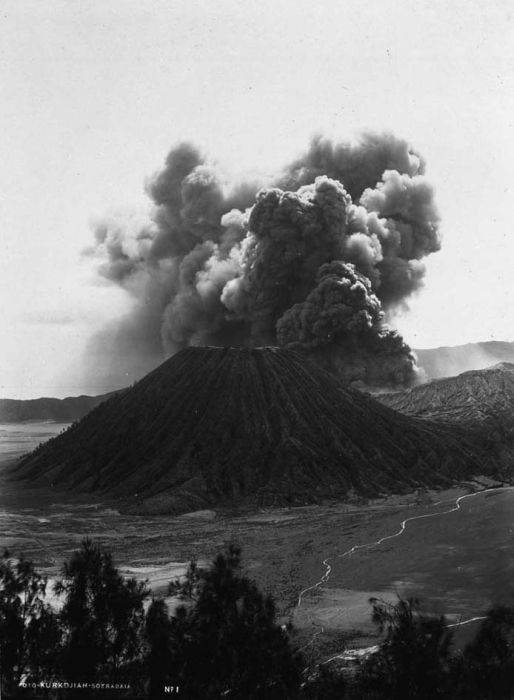
Hora Bromo kolem roku 1920
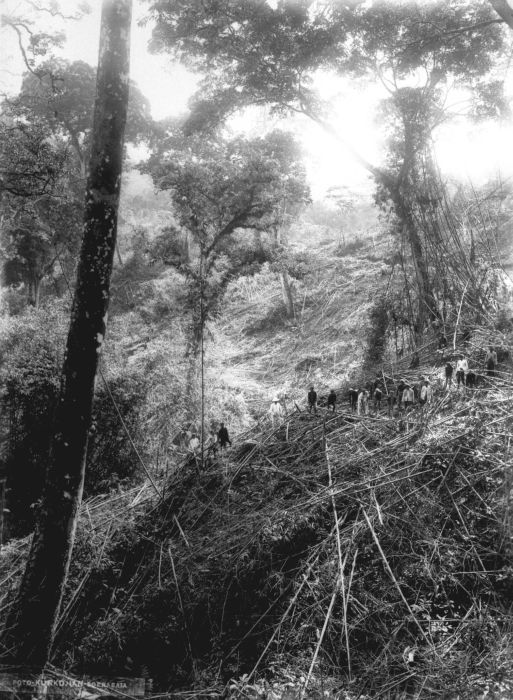
Stráň s fotografií lidí
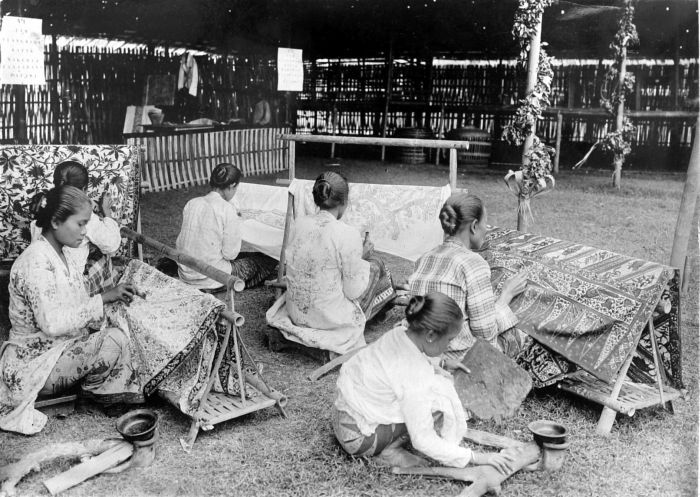
Ženy dělají batiku
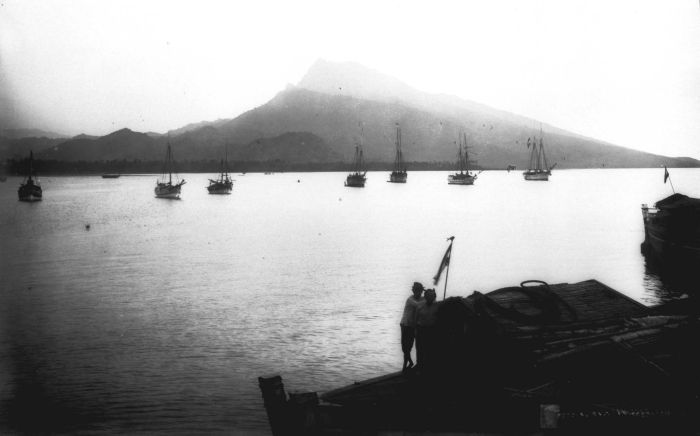
Lodě kotvící v Tjilatjap (Cilacap)
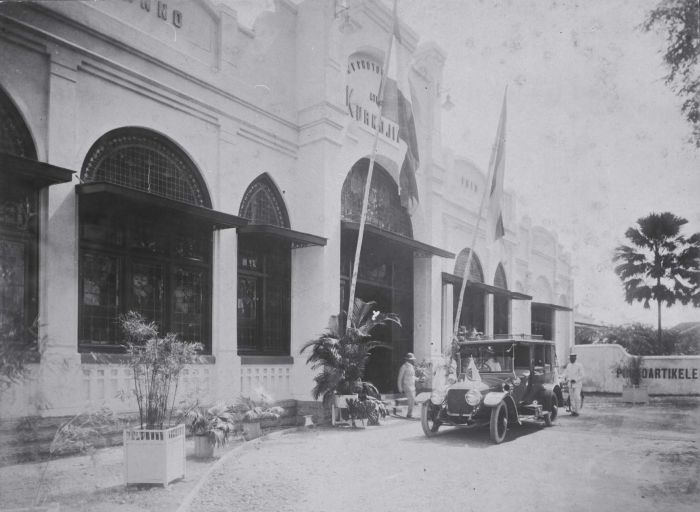
Muž nasedá do auta, které čeká před Kurkdjianovým fotoateliérem v Surabaji, 1910-1940
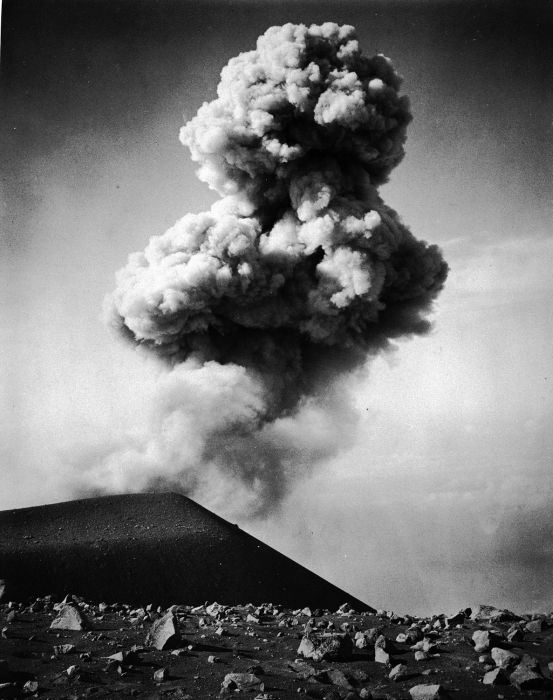
Sopka Semeroe v roce 1897
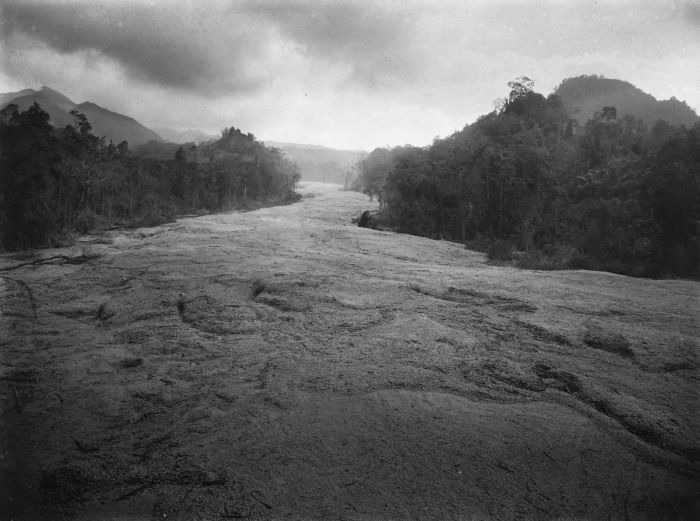
Šestnáct metrů hluboký sesuv bahna v Redjosari po erupci sopky Kelut
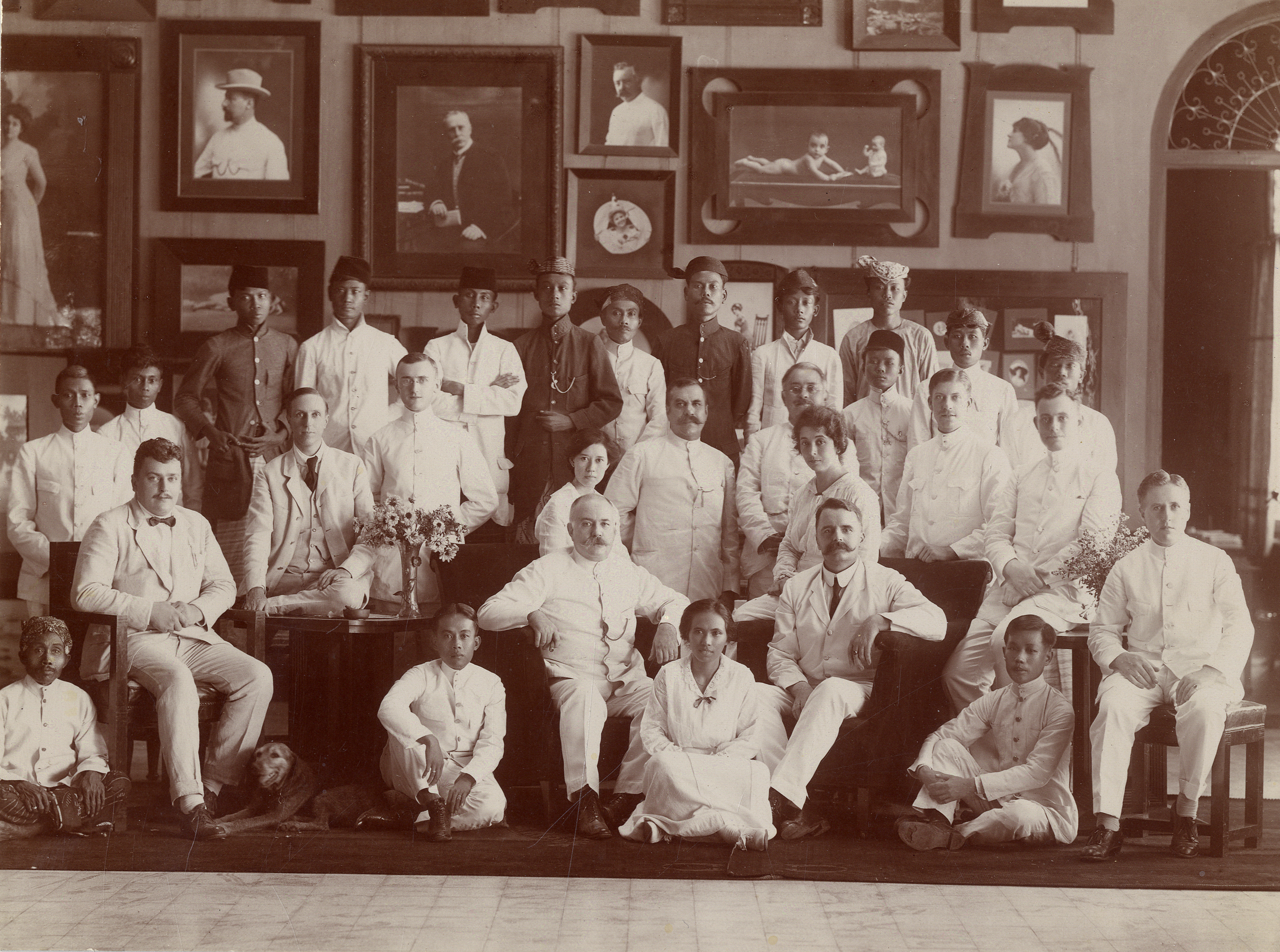
Personál Ateliéru Kurkdjian, Surabaja, 1916